# Шантель (коммуна)
Шанте́ль (фр. Chantelle) — коммуна во Франции, находится в регионе Овернь. Департамент коммуны — Алье. Административный центр кантона Шантель. Округ коммуны — Мулен.
Код INSEE коммуны — 03053.

## Население
Население коммуны на 2008 год составляло 1062 человека.
| 1962 | 1968 | 1975 | 1982 | 1990 | 1999 | 2008 |
| ---- | ---- | ---- | ---- | ---- | ---- | ---- |
| 1095 | 1121 | 1069 | 1084 | 1043 | 1040 | 1062 |

## Экономика
В 2007 году среди 565 человек в трудоспособном возрасте (15—64 лет) 414 были экономически активными, 151 — неактивными (показатель активности — 73,3 %, в 1999 году было 68,9 %). Из 414 активных работали 374 человека (198 мужчин и 176 женщин), безработных было 40 (17 мужчин и 23 женщины). Среди 151 неактивных 32 человека были учениками или студентами, 58 — пенсионерами, 61 были неактивными по другим причинам.

## Достопримечательности
- Аббатство Сен-Венсан
- Церковь Сен-Никола. Построена на руинах романской часовни аббатом Жозефом Пунье между 1878 и 1882 годами в неоготическом стиле.